# Теорема Барбашина — Красовського
У теорії звичайних диференціальних рівнянь теоре́ма Барба́шина — Красо́вського (також при́нцип інваріа́нтності ЛаСа́ля; англ. LaSalle's invariance principle) дає достатні умови асимптотичної стійкості нульового розв'язку системи звичайних диференціальних рівнянь. Загальне твердження було незалежно доведене М. М. Красовським та Д. П. ЛаСалєм. В англомовних джерелах результат відомий під назвою принцип інваріантності ЛаСаля (англ. LaSalle's invariance principle), тоді як в українській (та радянській) літературі здебільшого вживається термін теорема Красовського, або теорема Барбашина-Красовського.

## Постановка
Стан системи у фазовому просторі {\displaystyle \mathbb {R} ^{n}} (де {\displaystyle n\in \mathbb {N} }) в час {\displaystyle t\in \mathbb {R} } даний точкою {\displaystyle {\vec {x}}(t)=(x_{1}(t),x_{2}(t),\dots ,x_{n}(t))}, де {\displaystyle x_{1},x_{2},\dots ,x_{n}} диференційовні функції. Розглянемо систему звичайних диференціальних рівнянь {\displaystyle {\dot {\vec {x}}}(t)=f({\vec {x}}(t))}, де {\displaystyle f:\mathbb {R} ^{n}\to \mathbb {R} ^{n}} неперервна функція, {\displaystyle f({\vec {x}}(t))={\frac {d}{dt}}{\vec {x}}(t)}. Систему можна коротко записати як {\displaystyle {\dot {\vec {x}}}=f({\vec {x}})}. Припустимо що  {\displaystyle {\vec {0}}\in \mathbb {R} ^{n}} є точкою рівноваги системи, тобто {\displaystyle f({\vec {0}})={\vec {0}}}.

## Теорема Барбашина — Красовського
Якщо існує додатно визначена нескінченно велика функція {\displaystyle V({\vec {x}})} похідна від якої по часу {\displaystyle {\frac {dV}{dt}}} вздовж траєкторій системи {\displaystyle {\dot {\vec {x}}}=f({\vec {x}})} є від'ємно-сталою (тобто {\displaystyle {\frac {dV}{dt}}\leq 0} повсюди), причому рівність {\displaystyle {\frac {d}{dt}}V({\vec {x}})=0} можлива на монжині, яка не містить цілих траєкторій, крім точки {\displaystyle {\vec {x}}={\vec {0}}}, то нульовий розв'язок системи рівнянь {\displaystyle {\dot {\vec {x}}}=f({\vec {x}})} стійкий в цілому.

## Принцип інваріантності ЛаСаля
Нехай {\displaystyle V({\vec {x}})} скалярна функція з неперервними частковими похідними повсюди яка також задовольняє
1. {\displaystyle V({\vec {x}})>0} коли {\displaystyle {\vec {x}}\neq {\vec {0}}},
2. {\displaystyle {\dot {V}}({\vec {x}})\leq 0} повсюди,
3. {\displaystyle V({\vec {x}})\to \infty } з тим як {\displaystyle ||{\vec {x}}||\to \infty }.

Якщо рівність {\displaystyle {\dot {V}}({\vec {x}})\equiv \nabla V\cdot f({\vec {x}})=0} можлива на монжині, яка не містить цілих траєкторій, крім точки {\displaystyle {\vec {x}}={\vec {0}}}, то нульовий розв'язок системи рівнянь {\displaystyle {\dot {\vec {x}}}=f({\vec {x}})} стійкий в цілому.

## Оригінальні статті
- (en) LaSalle J. P. Some extensions of Liapunov's second method, IRE Transactions on Circuit Theory, CT-7, pp. 520–527, 1960. — Загальне твердження.
- (ru) Барбашин Е. А., Красовский Н. Н. Об устойчивости движения в целом, 1952. — Окремий випадок.
- (ru) Красовский Н. Н. Некоторые задачи теории устойчивости движения, 1959. — Загальне твердження.